# Hellas Verona Football Club 2013-2014
Questa voce raccoglie le informazioni riguardanti l'Hellas Verona Football Club nelle competizioni ufficiali della stagione 2013-2014.

## Stagione
Guadagnato il ritorno in massima categoria dopo oltre un decennio d'assenza, nella stagione 2013-2014 la compagine scaligera — nelle cui file si era aggiunto Luca Toni — bagnò l'esordio nel torneo 2013-14 con una vittoria a danno del Milan firmata proprio dal nuovo centravanti; malgrado le insidie proposte in avvio dal calendario, tra le quali spiccò la duplice trasferta torinese, gli uomini di Andrea Mandorlini seppero ben figurare tanto da abitare stabilmente la zona UEFA. Con 16 punti ottenuti nelle prime 8 giornate, il tecnico ravennate eguagliò la partenza di Osvaldo Bagnoli (seppur con un diverso sistema d'assegnazione del punteggio) nella stagione del tricolore: da menzionare poi la stracittadina del 23 novembre 2013, risoltasi in favore dei clivensi con la prima rete in Serie A (marcata al 92') di Lazarević.
La tornata iniziale risultò archiviata dal quinto posto in graduatoria, peraltro ex aequo con l'Inter: il 5 aprile 2014 fu ancora l'ex attaccante azzurro a decidere il confronto veronese, superando nell'occasione Bui e Penzo in fatto di marcature durante un singolo campionato. Distintosi tra le maggiori rivelazioni dell'annata, l'Hellas terminò in decima posizione mancando solamente all'ultima giornata un pass per i turni preliminari di Europa League.

## Divise e sponsor
Il nuovo sponsor tecnico per la stagione è Nike, mentre gli sponsor principali sono Agsm, Leaderform, Manila Grace e Franklin and Marshall.
| Casa | Trasferta | Terza divisa | Portiere |

## Organigramma societario
Dal sito internet della società:
Area direttiva
- Presidente: Maurizio Setti
- Vicepresidente: Giovanni Martinelli
- Direttore Generale: Giovanni Gardini

Area sportiva
- Direttore sportivo: Sean Sogliano
- Responsabile Area Scouting: Roberto Gemmi
- Segretario generale: Massimiliano Dibrogni

Organizzazione Esecutiva
- Responsabile amministrativo: Pierluigi Marzola
- Segretario amministrativo: Eugenio Spiazzi di Corte Regia
- Responsabile comunicazione: Fabrizio Cometti
- Responsabile marketing: Simone Salizzoni
- Marketing operativo: Francesco Bovolenta

Area logistica
- Responsabile informatico e biglietteria: Moris Rigodanze
- Vice-responsabile biglietteria: Nicola Bertaiola
- Segreteria: Elena Fraccaroli

Staff tecnico
- Allenatore: Andrea Mandorlini
- Allenatore in seconda: Roberto Bordin
- Allenatore dei portieri: Ermes Morini
- Preparatori atletici: Mauro Marini, Giorgio Panzarasa, Andrea Bellini
- Match analyst: Simone Baggio
- Collaboratore tecnico: Enrico Nicolini

Staff prima squadra
- Responsabile sanitario: Carlo Pasini
- Medico addetto prima squadra: Emanuele Brotto
- Medico sociale: Paolo Righi
- Consulente ortopedico: Claudio Zorzi
- Consulente ortopedico: Venanzio Iacono
- Fisioterapista: Alberto Previdi
- Fisioterapista: Robert Kindt
- Fisioterapista: Simone Da Re

Dirigenti prima squadra
- Team manager: Alessandro Mazzola
- Dirigente accompagnatore: Mattia Rossetti

## Rosa
Dal sito internet della società:
| N. |                      | Ruolo | Calciatore              |
| -- | -------------------- | ----- | ----------------------- |
| 1  | Brasile (bandiera)   | P     | Rafael                  |
| 2  | Italia (bandiera)    | C     | Rômulo                  |
| 3  | Italia (bandiera)    | D     | Michelangelo Albertazzi |
| 4  | Italia (bandiera)    | C     | Simon Laner             |
| 4  | Argentina (bandiera) | D     | Iván Pillud             |
| 5  | Italia (bandiera)    | C     | Massimo Donati          |
| 6  | Brasile (bandiera)   | C     | Raphael Martinho        |
| 7  | Italia (bandiera)    | A     | Samuele Longo           |
| 7  | Brasile (bandiera)   | C     | Marquinho               |
| 8  | Italia (bandiera)    | A     | Daniele Cacia           |
| 9  | Italia (bandiera)    | A     | Luca Toni               |
| 10 | Islanda (bandiera)   | C     | Emil Hallfreðsson       |
| 11 | Serbia (bandiera)    | C     | Boško Janković          |
| 12 | Brasile (bandiera)   | P     | Nícolas                 |
| 13 | Italia (bandiera)    | D     | Matteo Bianchetti       |
| 14 | Argentina (bandiera) | C     | Ezequiel Cirigliano     |
| 15 | Paraguay (bandiera)  | A     | Juan Manuel Iturbe      |
| 16 | Italia (bandiera)    | D     | Matteo Rubin            |

| N. |                      | Ruolo | Calciatore                  |
| -- | -------------------- | ----- | --------------------------- |
| 17 | Ghana (bandiera)     | C     | Godfred Donsah              |
| 18 | Grecia (bandiera)    | D     | Vaggelīs Moras              |
| 19 | Italia (bandiera)    | C     | Jorginho                    |
| 19 | Rep. Ceca (bandiera) | A     | Michael Rabušic             |
| 21 | Argentina (bandiera) | A     | Juanito Gomez               |
| 22 | Italia (bandiera)    | D     | Domenico Maietta (capitano) |
| 23 | Uruguay (bandiera)   | D     | Alejandro Damián González   |
| 25 | Brasile (bandiera)   | D     | Rafael Marques              |
| 26 | Italia (bandiera)    | C     | Jacopo Sala                 |
| 27 | Italia (bandiera)    | C     | Paolo Grossi                |
| 29 | Italia (bandiera)    | D     | Fabrizio Cacciatore         |
| 30 | Italia (bandiera)    | C     | Marco Donadel               |
| 31 | Bulgaria (bandiera)  | P     | Nikolaj Mihajlov            |
| 33 | Italia (bandiera)    | D     | Alessandro Agostini         |
| 34 | Algeria (bandiera)   | A     | Mohamed Fares               |
| 35 | Italia (bandiera)    | C     | Mattia Zaccagni             |
| 80 | Italia (bandiera)    | A     | Alessandro Sgrigna          |
| 98 | Italia (bandiera)    | P     | Daniele Borra               |

## Calciomercato

### Sessione estiva(dal 1/7 al 2/9)
| Acquisti | Acquisti                  | Acquisti         | Acquisti                         |
| R.       | Nome                      | da               | Modalità                         |
| -------- | ------------------------- | ---------------- | -------------------------------- |
| P        | Daniele Borra             | Entella          | prestito                         |
| P        | Nikolaj Mihajlov          | Twente           | definitivo                       |
| D        | Matteo Abbate             | Pro Vercelli     | fine prestito                    |
| D        | Ivano Baldanzeddu         | Juve Stabia      | definitivo                       |
| D        | Francesco Cangi           | Cremonese        | fine prestito                    |
| D        | Filippo De Col            | Entella          | comproprietà                     |
| D        | Alejandro Damián González | Peñarol          | definitivo                       |
| D        | Rafael Marques            | Atlético Mineiro | definitivo                       |
| D        | Francesco Migliore        | Crotone          | definitivo                       |
| C        | Matteo Rubin              | Siena            | prestito                         |
| D        | Francesco Zampano         | Entella          | definitivo                       |
| C        | Ezequiel Cirigliano       | River Plate      | prestito con diritto di riscatto |
| C        | Marco Donadel             | Napoli           | prestito                         |
| C        | Massimo Donati            | Palermo          | definitivo                       |
| C        | Gennaro Esposito          | Perugia          | fine prestito                    |
| C        | Paolo Grossi              | Pro Vercelli     | fine prestito                    |
| C        | Boško Janković            | Genoa            | definitivo                       |
| C        | Kris Jogan                | Gorica           | fine prestito                    |
| C        | Manuel Mancini            | Salernitana      | fine prestito                    |
| C        | Rômulo                    | Fiorentina       | prestito                         |
| C        | Giuseppe Russo            | Ascoli           | fine prestito                    |
| C        | Jacopo Sala               | Amburgo          | definitivo                       |
| C        | Mattia Spezzani           | Mantova          | fine prestito                    |
| A        | Juan Iturbe               | Porto            | prestito con diritto di riscatto |
| A        | Samuele Longo             | Inter            | prestito                         |
| A        | Dino Martinović           | AlbinoLeffe      | fine prestito                    |
| A        | Daniele Ragatzu           | Pro Vercelli     | fine prestito                    |
| A        | Luca Toni                 | svincolato       | definitivo                       |

| Cessioni | Cessioni            | Cessioni      | Cessioni      |
| R.       | Nome                | a             | Modalità      |
| -------- | ------------------- | ------------- | ------------- |
| D        | Matteo Abbate       | Cremonese     | definitivo    |
| D        | Ivano Baldanzeddu   | Spezia        | comproprietà  |
| D        | Luca Ceccarelli     | Spezia        | definitivo    |
| D        | José Ángel Crespo   | Bologna       | fine prestito |
| D        | Filippo De Col      | Lanciano      | prestito      |
| D        | Tony Huston         | Pro Vercelli  | prestito      |
| D        | Francesco Migliore  | Spezia        | comproprietà  |
| D        | Giuseppe Pugliese   |               | svincolato    |
| D        | Francesco Zampano   | Juve Stabia   | prestito      |
| C        | Oscar Arzamendia    | Bellaria      | prestito      |
| C        | Armin Bačinovič     | Palermo       | fine prestito |
| C        | Simone Calvano      | Lanciano      | prestito      |
| C        | Carlo Calvetti      | Pavia         | prestito      |
| D        | Francesco Cangi     | Castel Rigone | definitivo    |
| C        | Alessandro Carrozza | Spezia        | prestito      |
| C        | Gennaro Esposito    | Salernitana   | prestito      |
| C        | Paolo Grossi        | Brescia       | prestito      |
| C        | Kris Jogan          | Nocerina      | prestito      |
| C        | Matti Lund Nielsen  | Pescara       | fine prestito |
| C        | Manuel Mancini      |               | svincolato    |
| C        | Emanuel Rivas       | Spezia        | definitivo    |
| C        | Giuseppe Russo      | Lumezzane     | definitivo    |
| C        | Mattia Spezzani     | Pro Vercelli  | prestito      |
| A        | Andrea Cocco        | Reggina       | prestito      |
| A        | Nicola Ferrari      | Spezia        | prestito      |
| A        | Dino Martinović     | Paganese      | prestito      |
| A        | Alessandro Sgrigna  | Carpi         | prestito      |
| A        | Ernesto Torregrossa | Lumezzane     | comproprietà  |
| A        | David Speziale      | Pavia         | prestito      |

### Sessione invernale(dal 2/1 al 31/1)
| Acquisti | Acquisti           | Acquisti       | Acquisti      |
| R.       | Nome               | da             | Modalità      |
| -------- | ------------------ | -------------- | ------------- |
| D        | Iván Pillud        | Racing Club    | prestito      |
| D        | Alberto Tentardini | Como           | prestito      |
| C        | Simone Calvano     | Lanciano       | fine prestito |
| C        | Marquinho          | Roma           | prestito      |
| C        | Dino Martinović    | Paganese       | fine prestito |
| A        | Andrea Cocco       | Reggina        | fine prestito |
| A        | Kris Jogan         | Nocerina       | fine prestito |
| A        | Michael Rabušic    | Slovan Liberec | definitivo    |
| A        | Amadou Samb        | Chievo         | definitivo    |

| Cessioni | Cessioni          | Cessioni                | Cessioni      |
| R.       | Nome              | a                       | Modalità      |
| -------- | ----------------- | ----------------------- | ------------- |
| D        | Matteo Bianchetti | Spezia                  | prestito      |
| D        | Tony Huston       | U.R. La Louviere Centre | prestito      |
| C        | Simone Calvano    | AlbinoLeffe             | prestito      |
| C        | Jorginho          | Napoli                  | comproprietà  |
| C        | Simon Laner       | Novara                  | prestito      |
| C        | Dino Martinović   | Lugano                  | prestito      |
| C        | Matteo Rubin      | Siena                   | fine prestito |
| A        | Andrea Cocco      | Beira-Mar               | prestito      |
| A        | Kris Jogan        | Aversa Normanna         | prestito      |
| A        | Samuele Longo     | Inter                   | fine prestito |
| A        | Daniele Ragatzu   | Lanciano                | prestito      |
| A        | Amadou Samb       | Teuta                   | prestito      |

## Risultati

### Serie A

#### Girone di andata
| Arbitro: | Calvarese (Teramo) |

|               |           |          |
| Toni 30’, 53’ | Marcatori | 14’ Poli |

| Arbitro: | Giacomelli (Trieste) |

|                                             |           |  |
| Cacciatore 56’ (aut.) Pjanic 59’ Ljajic 66’ | Marcatori |  |

| Arbitro: | Irrati (Pistoia) |

|                           |           |  |
| Jorginho 12’ Rômulo 90+3’ | Marcatori |  |

| Arbitro: | Bergonzi (Genova) |

|                          |           |                |
| Tévez 40’ Llorente 45+3’ | Marcatori | 36’ Cacciatore |

| Arbitro: | Rizzoli (Bologna) |

|                       |           |                                 |
| Cerci 36’ (rig.), 52’ | Marcatori | 44’ Juanito 67’ (rig.) Jorginho |

| Arbitro: | Tommasi (Bassano del Grappa) |

|                                |           |               |
| Iturbe 40’ Jorginho 74’ (rig.) | Marcatori | 45+1’ Rinaudo |

| Arbitro: | Valeri (Roma) |

|                     |           |                                                   |
| Diamanti 52’ (rig.) | Marcatori | 22’ Cacciatore 29’ Iturbe 56’ Toni 90+3’ Jorginho |

| Arbitro: | Mariani (Aprilia) |

|                                               |           |                        |
| Cacciatore 9’ Jorginho 61’ (rig.), 88’ (rig.) | Marcatori | 19’ Parolo 25’ Cassano |

| Arbitro: | Celi (Bari) |

|                                                       |           |                         |
| Moras 9’ (aut.) Palacio 12’ Cambiasso 38’ Rolando 52’ | Marcatori | 32’ Martinho 71’ Rômulo |

| Arbitro: | Giacomelli (Trieste) |

|                      |           |  |
| Juanito 51’ Toni 78’ | Marcatori |  |

| Arbitro: | Gervasoni (Mantova) |

|                      |           |              |
| Toni 8’ Janković 57’ | Marcatori | 90’ D. Conti |

| Arbitro: | Cervellera (Taranto) |

|                         |           |  |
| Portanova 30’ Kucka 35’ | Marcatori |  |

| Arbitro: | Guida (Torre Annunziata) |

|  |           |                 |
|  | Marcatori | 90+2’ Lazarević |

| Arbitro: | Doveri (Roma) |

|                                                     |           |                                   |
| Borja Valero 5’, 14’ Vargas 43’ G. Rossi 54’ (rig.) | Marcatori | 6’ Rômulo 13’ Iturbe 72’ Jorginho |

| Arbitro: | De Marco (Chiavari) |

|                                 |           |           |
| Juanito 82’ Jorginho 87’ (rig.) | Marcatori | 42’ Denis |

| Catania 14 dicembre 2013, ore 20.45 CET 16ª giornata | Catania           | 0 – 0 (0 – 0) referto | Verona | Stadio Angelo Massimino (15 872 spett.)\| Arbitro: \| Damato (Barletta) \| |
| Arbitro:                                             | Damato (Barletta) |                       |        |                                                                            |

| Arbitro: | Calvarese (Teramo) |

|                                    |           |            |
| Toni 5’, 78’ Iturbe 44’ Rômulo 63’ | Marcatori | 27’ Biglia |

| Arbitro: | Cervellera (Taranto) |

|             |           |                          |
| Pereyra 43’ | Marcatori | 8 ’, 39’ Toni 70’ Iturbe |

| Arbitro: | Doveri (Roma) |

|  |           |                                      |
|  | Marcatori | 27’ Mertens 72’ Insigne 76’ Džemaili |

#### Girone di ritorno
| Arbitro: | Bergonzi (Genova) |

|                      |           |  |
| Balotelli 82’ (rig.) | Marcatori |  |

| Arbitro: | Mazzoleni (Bergamo) |

|                  |           |                                            |
| Hallfreðsson 49’ | Marcatori | 45+1’ Ljajic 60’ Gervinho 82’ (rig.) Totti |

| Arbitro: | Gervasoni (Mantova) |

|                    |           |                                |
| Floro Flores 90+2’ | Marcatori | 50’ (aut.) Manfredini 86’ Toni |

| Arbitro: | Doveri (Roma) |

|                        |           |               |
| Toni 52’ Juanito 90+4’ | Marcatori | 4’, 21’ Tévez |

| Arbitro: | Rocchi (Firenze) |

|                 |           |                                        |
| Toni 36’ (rig.) | Marcatori | 49’ Immobile 53’ Cerci 61’ El Kaddouri |

| Arbitro: | Peruzzo (Schio) |

|                        |           |                                    |
| Paulinho 72’ Greco 73’ | Marcatori | 33’ Jankovic 43’ Rômulo 45+1’ Toni |

| Verona 2 marzo 2014, ore 15:00 CET 26ª giornata | Verona                       | 0 – 0 (0 – 0) referto | Bologna | Stadio Marcantonio Bentegodi (20 476 spett.)\| Arbitro: \| Tommasi (Bassano del Grappa) \| |
| Arbitro:                                        | Tommasi (Bassano del Grappa) |                       |         |                                                                                            |

| Arbitro: | De Marco (Chiavari) |

|                              |           |  |
| Biabiany 20’ Schelotto 90+2’ | Marcatori |  |

| Arbitro: | Banti (Livorno) |

|  |           |                          |
|  | Marcatori | 13’ Palacio 63’ Jonathan |

| Arbitro: | Calvarese (Teramo) |

|                                                   |           |  |
| Sansone 4’ Renan 23’ Soriano 38’, 48’ Palombo 58’ | Marcatori |  |

| Arbitro: | Pinzani (Empoli) |

|          |           |  |
| Nene 31’ | Marcatori |  |

| Arbitro: | Celi (Bari) |

|                             |           |  |
| Donadel 35’ Toni 88’, 90+4’ | Marcatori |  |

| Arbitro: | Tagliavento (Terni) |

|  |           |          |
|  | Marcatori | 65’ Toni |

| Arbitro: | Peruzzo (Schio) |

|                                       |           |                                                                  |
| Sala 14’ Toni 73’ (rig.) Iturbe 90+1’ | Marcatori | 31’ Cuadrado 44’, 86’ Aquilani 63’ Borja Valero 83’ (rig.) Matri |

| Arbitro: | Minelli (Varese) |

|           |           |                     |
| Denis 87’ | Marcatori | 53’ Donati 72’ Toni |

| Arbitro: | Russo (Nola) |

|                                                     |           |  |
| Toni 6’ Frison 28’ (aut.) Marquinho 45’ Juanito 74’ | Marcatori |  |

| Arbitro: | Mazzoleni (Bergamo) |

|                                 |           |                                     |
| Keita 30’ Lulić 60’ Mauri 90+3’ | Marcatori | 37’ Marquinho 69’ Iturbe 83’ Rômulo |

| Arbitro: | Tommasi (Bassano del Grappa) |

|                                  |           |                          |
| Toni 14’ (rig.) Hallfreðsson 54’ | Marcatori | 56’ Di Natale 90+1’ Badu |

| Arbitro: | Pairetto (Nichelino) |

|                                              |           |            |
| Callejón 5’ Zapata 13’, 25’ Mertens 62’, 77’ | Marcatori | 66’ Iturbe |

### Coppa Italia

#### Turni preliminari
| Arbitro: | Guida (Torre Annunziata) |

|  |           |          |
|  | Marcatori | 37’ Toni |

| Arbitro: | Nasca (Bari) |

|                                                  |           |           |
| Sansone 15’ Bjarnason 20’ Krstičić 83’ Renan 88’ | Marcatori | 64’ Longo |

## Statistiche

### Statistiche di squadra
Statistiche aggiornate al 18 maggio 2014.
| Competizione | Punti | In casa | In casa | In casa | In casa | In casa | In casa | In trasferta | In trasferta | In trasferta | In trasferta | In trasferta | In trasferta | Totale | Totale | Totale | Totale | Totale | Totale | D.R. |
| Competizione | Punti | G       | V       | N       | P       | Gf      | Gs      | G            | V            | N            | P            | Gf           | Gs           | G      | V      | N      | P      | Gf     | Gs     | D.R. |
| ------------ | ----- | ------- | ------- | ------- | ------- | ------- | ------- | ------------ | ------------ | ------------ | ------------ | ------------ | ------------ | ------ | ------ | ------ | ------ | ------ | ------ | ---- |
| Serie A      | 54    | 19      | 10      | 3       | 6       | 35      | 28      | 19           | 6            | 3            | 10           | 27           | 40           | 38     | 16     | 6      | 16     | 62     | 68     | −6   |
| Coppa Italia | -     | 0       | 0       | 0       | 0       | 0       | 0       | 2            | 1            | 0            | 1            | 2            | 4            | 2      | 1      | 0      | 1      | 2      | 4      | −2   |
| Totale       | -     | 19      | 10      | 3       | 6       | 35      | 28      | 21           | 7            | 3            | 11           | 29           | 44           | 40     | 17     | 6      | 17     | 64     | 72     | −8   |

### Andamento in campionato
| Giornata  | 1 | 2  | 3 | 4 | 5  | 6 | 7 | 8 | 9 | 10 | 11 | 12 | 13 | 14 | 15 | 16 | 17 | 18 | 19 | 20 | 21 | 22 | 23 | 24 | 25 | 26 | 27 | 28 | 29 | 30 | 31 | 32 | 33 | 34 | 35 | 36 | 37 | 38 |
| --------- | - | -- | - | - | -- | - | - | - | - | -- | -- | -- | -- | -- | -- | -- | -- | -- | -- | -- | -- | -- | -- | -- | -- | -- | -- | -- | -- | -- | -- | -- | -- | -- | -- | -- | -- | -- |
| Luogo     | C | T  | C | T | T  | C | T | C | T | C  | C  | T  | C  | T  | C  | T  | C  | T  | C  | T  | C  | T  | C  | C  | T  | C  | T  | C  | T  | T  | C  | T  | C  | T  | C  | T  | C  | T  |
| Risultato | V | P  | V | P | N  | V | V | V | P | V  | V  | P  | P  | P  | V  | N  | V  | V  | P  | P  | P  | V  | N  | P  | V  | N  | P  | P  | P  | P  | V  | V  | P  | V  | V  | N  | N  | P  |
| Posizione | 7 | 13 | 8 | 9 | 10 | 7 | 5 | 4 | 6 | 5  | 5  | 6  | 6  | 6  | 6  | 6  | 6  | 5  | 6  | 6  | 8  | 5  | 6  | 8  | 6  | 7  | 7  | 8  | 9  | 10 | 9  | 9  | 11 | 8  | 6  | 9  | 9  | 10 |

Fonte:  Serie A – Classifiche, su sport.sky.it, Sky Sport. URL consultato il 12 aprile 2014 (archiviato dall'url originale l'11 settembre 2014).
Legenda:

Luogo: C = Casa; T = Trasferta. Risultato: V = Vittoria; N = Pareggio; P = Sconfitta.

### Statistiche dei giocatori
| Giocatore       | Serie A  | Serie A | Serie A     | Serie A    | Coppa Italia | Coppa Italia | Coppa Italia | Coppa Italia | Totale   | Totale | Totale      | Totale     |
| Giocatore       | Presenze | Reti    | Ammonizioni | Espulsioni | Presenze     | Reti         | Ammonizioni  | Espulsioni   | Presenze | Reti   | Ammonizioni | Espulsioni |
| --------------- | -------- | ------- | ----------- | ---------- | ------------ | ------------ | ------------ | ------------ | -------- | ------ | ----------- | ---------- |
| A. Agostini     | 25       | 0       | 1           | 0          | 1            | 0            | 0            | 0            | 26       | 0      | 1           | 0          |
| M. Albertazzi   | 15       | 0       | 5           | 2          | 2            | 0            | 0            | 0            | 17       | 0      | 5           | 2          |
| M. Bianchetti   | 3        | 0       | 0           | 0          | -            | -            | -            | -            | 3        | 0      | 0           | 0          |
| D. Borra        | 0        | 0       | 0           | 0          | -            | -            | -            | -            | 0        | 0      | 0           | 0          |
| F. Cacciatore   | 32       | 3       | 6           | 0          | 0            | 0            | 0            | 0            | 32       | 3      | 6           | 0          |
| D. Cacia        | 13       | 0       | 0           | 0          | 2            | 0            | 0            | 0            | 15       | 0      | 0           | 0          |
| E. Cirigliano   | 13       | 0       | 2           | 0          | 1            | 0            | 0            | 0            | 14       | 0      | 2           | 0          |
| M. Donadel      | 23       | 1       | 7           | 1          | 1            | 0            | 0            | 0            | 24       | 1      | 7           | 1          |
| M. Donati       | 20       | 1       | 2           | 0          | 2            | 0            | 2            | 0            | 22       | 1      | 4           | 0          |
| G. Donsah       | 1        | 0       | 1           | 0          | 0            | 0            | 0            | 0            | 1        | 0      | 1           | 0          |
| M. Fares        | 0        | 0       | 0           | 0          | -            | -            | -            | -            | 0        | 0      | 0           | 0          |
| J. Gomez        | 29       | 5       | 3           | 0          | 1            | 0            | 0            | 0            | 30       | 5      | 3           | 0          |
| A. González     | 13       | 0       | 2           | 0          | -            | -            | -            | -            | 13       | 0      | 2           | 0          |
| P. Grossi       | 0        | 0       | 0           | 0          | -            | -            | -            | -            | 0        | 0      | 0           | 0          |
| E. Hallfreðsson | 33       | 2       | 4           | 0          | 0            | 0            | 0            | 0            | 33       | 2      | 4           | 0          |
| J. Iturbe       | 33       | 8       | 4           | 0          | 0            | 0            | 0            | 0            | 33       | 8      | 4           | 0          |
| B. Janković     | 18       | 2       | 5           | 1          | 1            | 0            | 0            | 0            | 19       | 2      | 5           | 1          |
| Jorginho        | 18       | 7       | 3           | 0          | 1            | 0            | 0            | 0            | 19       | 7      | 3           | 0          |
| S. Laner        | 4        | 0       | 0           | 0          | 1            | 0            | 0            | 0            | 5        | 0      | 0           | 0          |
| S. Longo        | 2        | 0       | 0           | 0          | 1            | 1            | 0            | 0            | 3        | 1      | 0           | 0          |
| D. Maietta      | 25       | 0       | 4           | 0          | 1            | 0            | 0            | 0            | 26       | 0      | 4           | 0          |
| R. Marques      | 17       | 0       | 2           | 0          | 1            | 0            | 0            | 0            | 18       | 0      | 2           | 0          |
| Marquinho       | 15       | 2       | 2           | 0          | -            | -            | -            | -            | 15       | 2      | 2           | 0          |
| Martinho        | 20       | 2       | 0           | 0          | 2            | 0            | 0            | 0            | 22       | 2      | 0           | 0          |
| N. Mihajlov     | 0        | 0       | 0           | 0          | 1            | −4           | 0            | 0            | 1        | 0      | 0           | 0          |
| V. Moras        | 30       | 0       | 2           | 1          | 2            | 0            | 0            | 0            | 32       | 0      | 2           | 1          |
| Nícolas         | 1        | −5      | 0           | 0          | 0            | 0            | 0            | 0            | 1        | 0      | 0           | 0          |
| I. Pillud       | 6        | 0       | 0           | 0          | -            | -            | -            | -            | 6        | 0      | 0           | 0          |
| M. Rabušic      | 4        | 0       | 0           | 0          | -            | -            | -            | -            | 4        | 0      | 0           | 0          |
| Rafael          | 37       | −63     | 1           | 0          | 1            | 0            | 0            | 0            | 38       | 0      | 1           | 0          |
| Rômulo          | 32       | 6       | 4           | 0          | 1            | 0            | 1            | 0            | 33       | 6      | 5           | 0          |
| M. Rubin        | 0        | 0       | 0           | 0          | 1            | 0            | 0            | 0            | 1        | 0      | 0           | 0          |
| J. Sala         | 15       | 1       | 4           | 0          | 2            | 0            | 0            | 0            | 17       | 1      | 4           | 0          |
| A. Sgrigna      | 0        | 0       | 0           | 0          | -            | -            | -            | -            | 0        | 0      | 0           | 0          |
| L. Toni         | 34       | 20      | 4           | 0          | 2            | 1            | 0            | 0            | 36       | 21     | 4           | 0          |
| M. Zaccagni     | 0        | 0       | 0           | 0          | -            | -            | -            | -            | 0        | 0      | 0           | 0          |